# 沈津
沈津（1945年—），筆名宏燁、慕維，又曾以「書叢老蠹魚」，安徽合肥人，前哈佛燕京圖書館善本部主任，版本目錄學學者。

## 外部連結
- 書叢老蠹魚的新浪博客
- 遺珠集-沈津著作集拾遺 （页面存档备份，存于）